# Cyrtochilum leopoldianum
Cyrtochilum leopoldianum är en orkidéart som först beskrevs av Robert Allen Rolfe, och fick sitt nu gällande namn av Friedrich Fritz Wilhelm Ludwig Kraenzlin. Cyrtochilum leopoldianum ingår i släktet Cyrtochilum, och familjen orkidéer. Inga underarter finns listade i Catalogue of Life.